# Rick Hughes
Rick Hughes (Cincinnati, 22 agosto 1973) è un ex cestista statunitense, professionista nella NBA, in Europa e in Asia.

## Palmarès

### Squadra
- Copa Príncipe de Asturias: 2

Murcia: 2006
León: 2007

### Individuale
- Centro dell'anno campionato francese (2004)
- LNB Pro A MVP straniero: 1

Strasburgo: 2003-04